# ABC Architectuurcentrum Haarlem
Het ABC Architectuurcentrum Haarlem is een centrum voor architectuur en stedenbouwkunde in Haarlem dat zich richt op het bevorderen van interesse in en het behoud van het architectonisch erfgoed van Zuid-Kennemerland. Het wordt ook wel afgekort tot ABC of ABC Haarlem, waarbij ABC staat voor Architectuur- en Bouwhistorisch Centrum. Het ABC is gevestigd aan het Groot Heiligland 47, in de voormalige polikliniek van het St. Elisabeth's Gasthuis. Het ligt schuin tegenover het Frans Hals Museum en deelt de entree met het naastgelegen Verwey Museum Haarlem.
Het ABC werd als stichting opgericht in 1989 en heeft als doel om zowel geïnteresseerden als professionals in de bouw- en ruimtelijke sector te informeren over actuele ontwikkelingen en grootschalige ruimtelijke plannen in de regio Haarlem. In november 2008 trad architectuurhistoricus Gabriël Verheggen aan als directeur van het centrum, als opvolger van Ellen Siebert.
Het centrum biedt een combinatie van vaste en wisselende tentoonstellingen. De semi-permanente expositie Haarlem in de steigers belicht de ontwikkelingen in de zeven aangewezen ontwikkelzones van de stad, alsmede andere ruimtelijke ontwikkelingen in Haarlem en de regio. Daarnaast organiseert het centrum met regelmaat tijdelijke exposities en publieksactiviteiten zoals lezingen, symposia, discussies en workshops. Zo verzorgt het ABC de Haarlemse programmering van de jaarlijkse Dag van de Architectuur.

Het ABC is officieel geen museum, aangezien het geen vaste collectie heeft en zich niet bezighoudt met collectievorming. Toch is het centrum door de Museumvereniging erkend als gelieerd lid en sinds 1 juli 2018 toegankelijk met de Museumkaart. Het team bestaat uit vijf parttime medewerkers; overige werkzaamheden, waaronder de ontvangst, worden verricht door een groep vrijwilligers. Het centrum is van dinsdag tot en met zaterdag geopend van 12:00 tot 17:00 uur en op zondag van 13:00 tot 17:00 uur.

## Fotogalerij

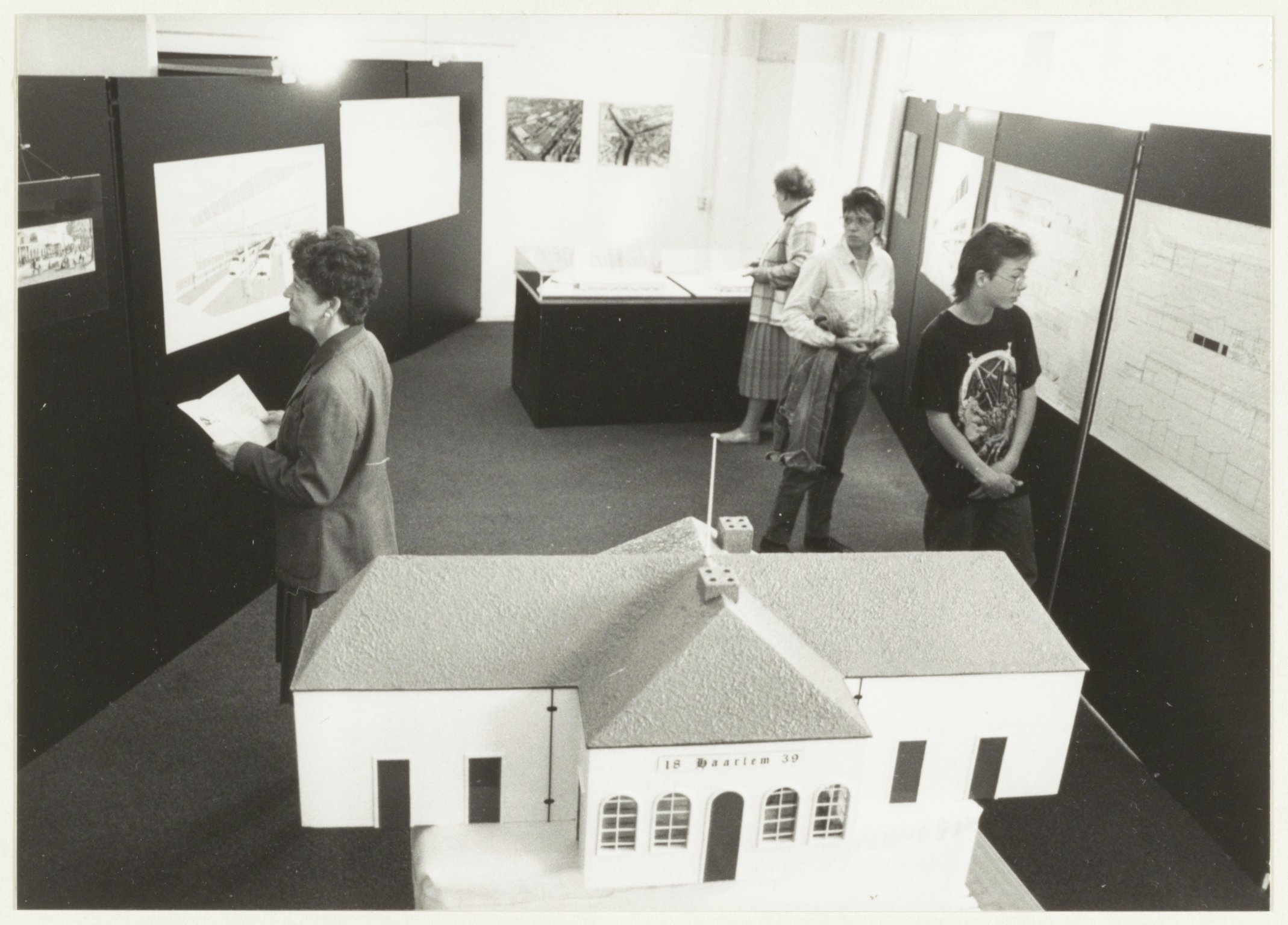
Interieur van het Architectuur Bouwhistorisch Centrum in 1989
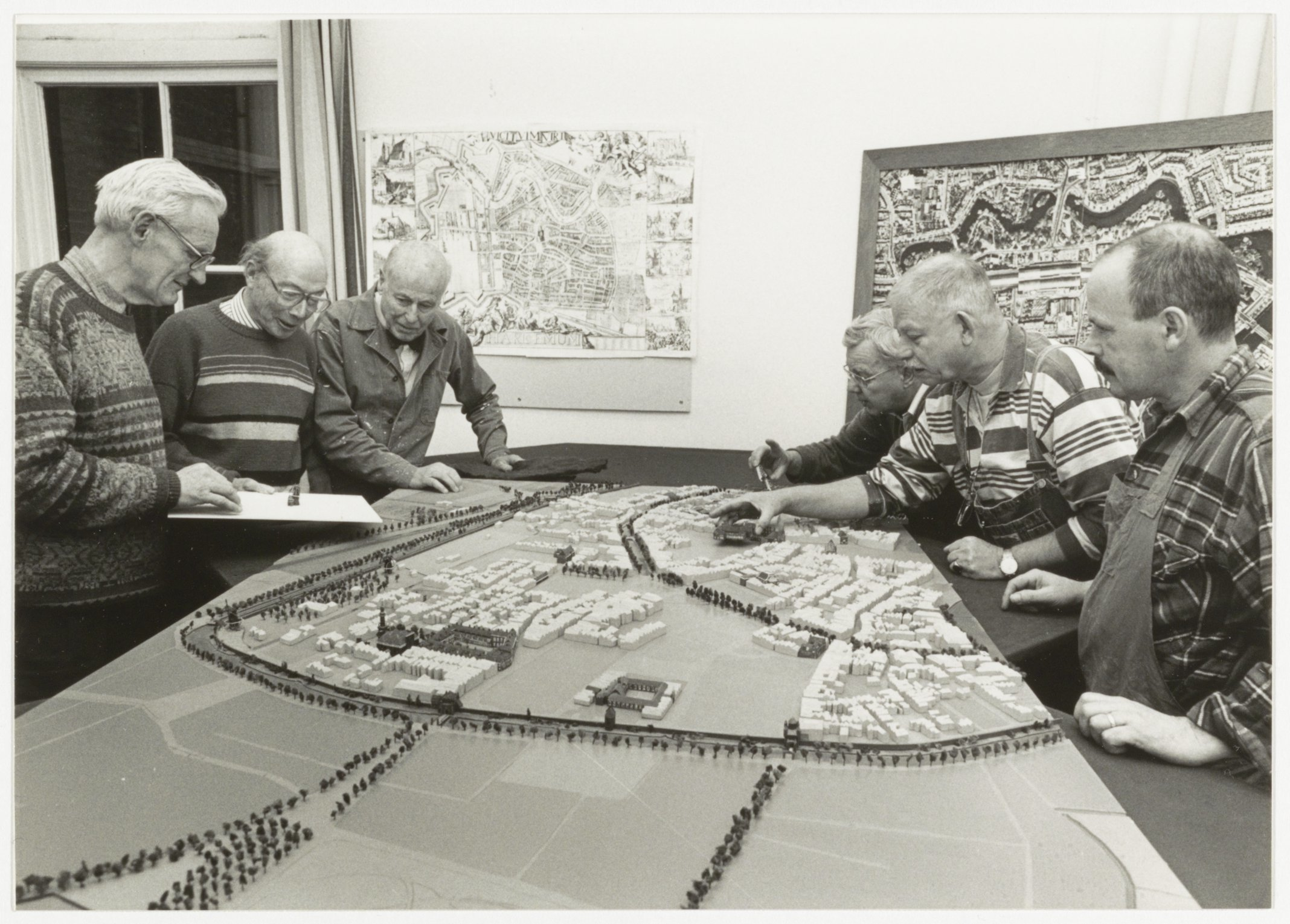
Vervaardiging van de maquette van Haarlem volgens de kaart van Nautz uit 1822 in het ABC
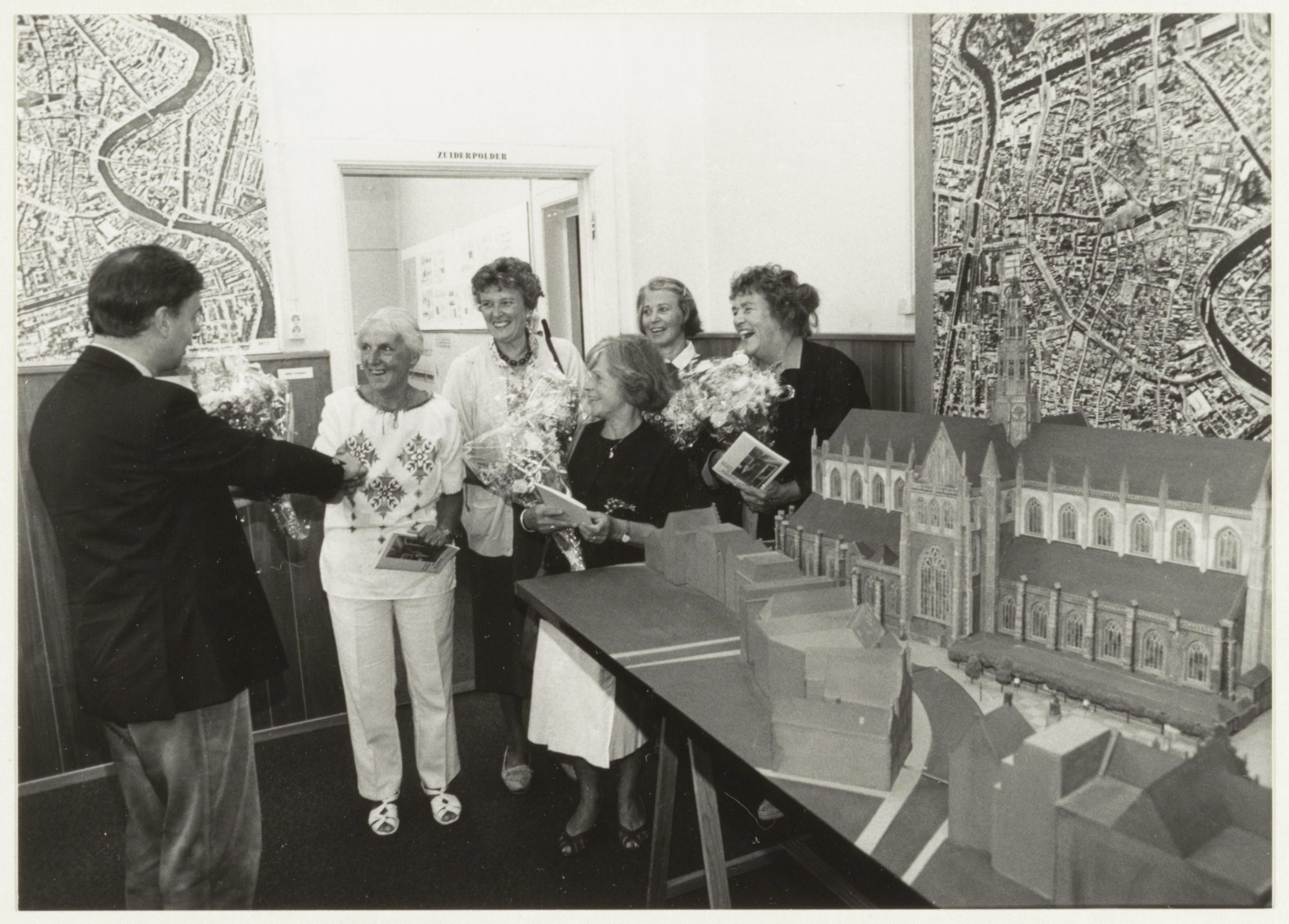
Wim van Luyken, voorzitter van het Architectuur Bouwhistorisch Centrum, verwelkomt de 5000e bezoeker op 29 juni 1989